# Sådan skal De vaske, Fru Jensen
|  | Denne artikel er oprettet af botten PalnaBot ud fra en ekstern database. Den kan derfor have sproglige fejl eller mangler. Denne skabelon kan fjernes efter kontrol af indholdet. |

Sådan skal De vaske, Fru Jensen er en film instrueret af Kirsten Bundgaard.